# Cantón Santo Domingo de los Colorados
Cantón Santo Domingo de los Colorados är en kanton i Ecuador.   Den ligger i provinsen Santo Domingo de los Tsáchilas, i den centrala delen av landet, 50 km väster om huvudstaden Quito.
Följande samhällen finns i Cantón Santo Domingo de los Colorados:
- Santo Domingo de los Colorados